# 多賀神社
多賀神社（たがじんじゃ）は、イザナギ（伊邪那岐命）とイザナミ（伊邪那美命）を祀る神社。全国に二百数十社ある。総本社は、滋賀県多賀町にある多賀大社。これは古事記の伝承に基づくものである。
イザナギ・イザナミは、日本神話の最初に出てくる神であり、その神徳は幅広い。夫婦円満、家内安全、無病息災、商売繁盛、厄除けなどがある。

## 主な多賀神社
- 多賀神社 – 北海道札幌市中央区南十五条西 ： 札幌護国神社境内社
- 多賀神社 – 青森県弘前市桜庭
- 多賀神社 – 岩手県盛岡市永井
- 多賀神社 – 宮城県仙台市太白区富沢
- 多賀神社 – 宮城県名取市高柳
- 多賀神社 – 宮城県多賀城市高崎
- 多賀神社 – 宮城県多賀城市市川
- 多賀神社 – 福島県郡山市西田町丹伊田 ： 鹿島大神宮末社
- 多賀神社 – 茨城県北茨城市華川町
- 多賀神社 – 東京都八王子市元本郷町
- 多賀神社 – 新潟県東蒲原郡阿賀町大牧
- 多賀神社 – 長野県長野市豊野町
- 多賀神社 – 長野県松本市出川町
- 多賀神社 – 岐阜県岐阜市黒野
- 多賀神社 – 静岡県熱海市上多賀
- 下多賀神社 – 静岡県熱海市下多賀
- 多賀神社 – 愛知県常滑市苅屋 ： 尾張多賀神社
- 多賀大社 – 滋賀県犬上郡多賀町多賀 ： 総本社
- 多賀神社 – 島根県松江市朝酌町
- 多賀神社 – 岡山県瀬戸内市長船町
- 多賀神社 – 広島県福山市神村町
- 多賀神社 – 山口県山口市滝町 ： 山口大神宮摂社
- 多賀神社 – 香川県高松市多賀町
- 多賀神社 – 愛媛県松山市新立町
- 多賀神社 – 愛媛県宇和島市藤江 ： 秘宝館 (凸凹神堂) 併設
- 多賀神社 – 高知県高知市宝永町
- 多賀神社 – 福岡県直方市直方
- 白山多賀神社 – 福岡県京都郡苅田町山口
- 多賀神社 – 熊本県阿蘇郡小国町宮原
- 多賀神社 – 大分県臼杵市前田